# Liga Mexicana de Béisbol 1961
La Temporada 1961 de la Liga Mexicana de Béisbol fue la edición número 37. Se mantuvieron los mismos 6 equipos de la campaña anterior. Fue la última ocasión en que se realizó el campeonato de la Asociación Panamericana. El calendario constaba de 134 juegos en un rol corrido entre los equipos de la Liga Mexicana y la Liga de Texas, el equipo con el mejor porcentaje de ganados y perdidos se coronaba campeón de la liga, el campeón de la Liga Mexicana se enfrentaba en una Serie de Campeonato contra el campeón de la Liga de Texas.
Los Rojos del Águila de Veracruz obtuvieron el cuarto campeonato de su historia al terminar la temporada regular en primer lugar con marca de 77 ganados y 57 perdidos, con 4 juegos de ventaja sobre los Pericos de Puebla. El mánager campeón fue Santos Amaro.
En el campeonato de la Asociación Panamericana, el equipo de San Antonio Missions le ganó a los Rojos del Águila de Veracruz en 6 juegos para obtener en lo que fue la última edición de este campeonato, ya que para la siguiente temporada el campeonato no se realizó debido a los altos costos de traslado para los partidos interligas.

## Equipos participantes
| Liga Mexicana de Béisbol 1961 |           |                       |                       |           |
| Equipo                        | Fundación | Ciudad                | Estadio               | Capacidad |
| Diablos Rojos del México      | 1940      | México, D. F.         | Seguro Social         | 25,000    |
| Pericos de Puebla             | 1938      | Puebla, Puebla        | Ignacio Zaragoza      | 22,000    |
| Petroleros de Poza Rica       | 1958      | Poza Rica, Veracruz   | Jaime J. Merino       | 10,000    |
| Rojos del Águila de Veracruz  | 1903      | Veracruz, Veracruz    | Deportivo Veracruzano | 12,000    |
| Sultanes de Monterrey         | 1939      | Monterrey, Nuevo León | Cuauhtémoc            | 8,000     |
| Tigres Capitalinos            | 1955      | México, D. F.         | Seguro Social         | 25,000    |

## Posiciones
| Liga Mexicana de Béisbol | Liga Mexicana de Béisbol | Liga Mexicana de Béisbol | Liga Mexicana de Béisbol | Liga Mexicana de Béisbol |
| Equipo                   | JG                       | JP                       | PCT                      | JV                       |
| ------------------------ | ------------------------ | ------------------------ | ------------------------ | ------------------------ |
| Águila                   | 77                       | 57                       | .575                     | -                        |
| Puebla                   | 73                       | 61                       | .545                     | 4.0                      |
| Poza Rica                | 61                       | 72                       | .459                     | 15.5                     |
| Monterrey                | 59                       | 73                       | .447                     | 17.0                     |
| México                   | 59                       | 75                       | .440                     | 18.0                     |
| Tigres                   | 48                       | 86                       | .358                     | 29.0                     |

| Campeón de la Liga |

## Juego de Estrellas
Para el Juego de Estrellas de la LMB se realizaron dos ediciones entre las selecciones de Extranjeros y Mexicanos y dos ediciones entre la Liga Mexicana de Béisbol y la Liga de Texas que formaban parte de la Asociación Panamericana. 
El primer partido se llevó a cabo el 19 de junio en el Estadio Ignacio Zaragoza en Puebla, Puebla. La selección de Mexicanos se impuso a la selección de Extranjeros 8 carreras a 5.
El segundo juego se llevó a cabo el 26 de junio en el Parque del Seguro Social en México, D. F. La La selección de Extranjeros se impuso a la selección de Mexicanos 11 carreras a 5.
El primer juego de estrellas de la Asociación Panamericana se llevó a cabo el 16 de julio en el Parque del Seguro Social en México, D. F. La selección de la Liga Mexicana se impuso a la selección de la Liga de Texas 8 carreras a 3.
El segundo juego de estrellas de la Asociación Panamericana se llevó a cabo el 16 de julio en el Mission Stadium en San Antonio, Texas. La selección de la Liga Mexicana se impuso a la selección de la Liga de Texas 12 carreras a 3.

## Designaciones
Se designó como novato del año a Pablo Montes de Oca  de los Rojos del Águila de Veracruz.

## Acontecimientos relevantes
- 14 de julio: Román Ramos de los Petroleros de Poza Rica le lanza juego sin hit ni carrera de 9 entradas a los Austin Senators, en un partido disputado en Poza Rica, Veracruz y que terminó con marcador de 11-0.
- 15 de julio: Larry Maxie de los Austin Senators le lanza juego sin hit ni carrera de 9 entradas a los Petroleros de Poza Rica, en un partido disputado en Poza Rica, Veracruz y que terminó con marcador de 5-0.